# Cornet, Bacău
Cornet este un sat în comuna Poduri din județul Bacău, Moldova, România.